# Římskokatolická farnost Strakonice
Římskokatolická farnost Strakonice je územním společenstvím římských katolíků v rámci strakonického vikariátu Českobudějovické diecéze.

## O farnosti

### Historie
Roku 1243 byli do Strakonic uvedeni johanité, kterým Bavor I. ze Strakonic daroval část místního hradu. Ve městě byla zřízena plebánie, jejíž sídlo bylo původně při kostele sv. Václava. Později byl farní status přenesen na hradní kostel sv. Prokopa. V roce 1787 byla místní farnost povýšena na děkanství. V roce 1952 byl zřízen Strakonický vikariát.

### Současnost
Strakonická farnost je obsazena knězem, který je zároveň administrátorem ex currendo ve farnostech Jinín, Radomyšl a Strakonice-Podsrp. Od 10. července 2023 farnost spravuje R. D. Jan Doležal.
| Kostel             | Místo      | Bohoslužba                         | Bohoslužba                                            | Poznámka        |
| ------------------ | ---------- | ---------------------------------- | ----------------------------------------------------- | --------------- |
| Kaple              | Drachkov   | neslouží se pravidelně             | neslouží se pravidelně                                | obecní kaple    |
| Kaple              | Libětice   | neslouží se pravidelně             | neslouží se pravidelně                                | obecní kaple    |
| Kaple              | Radošovice | neslouží se pravidelně             | neslouží se pravidelně                                | obecní kaple    |
| Kostel sv. Markéty | Strakonice | neděle úterý středa čtvrtek sobota | 9.30 17.30 8.00 17.30 17.30 (mimo 1. sobotu v měsíci) | filiální kostel |
| Kostel sv. Prokopa | Strakonice | pátek                              | 17.30                                                 | farní kostel    |
| Kostel sv. Václava | Strakonice | neděle                             | 12.00 (řeckokatolická liturgie)                       | filiální kostel |